# Tipula (Pterelachisus) imitator
Tipula (Pterelachisus) imitator is een tweevleugelige uit de familie langpootmuggen (Tipulidae). De soort komt voor in het Palearctisch gebied.